# Serranochromis macrocephalus
Serranochromis macrocephalus es una especie de peces de la familia Cichlidae en el orden de los Perciformes.

## Morfología
Los machos pueden llegar alcanzar los 35 cm de longitud total.

## Distribución geográfica
Se encuentran en África: Angola, Botsuana, Namibia, Zambia, Zimbabue y República Democrática del Congo.